# Presezzo
Presezzo är en ort och kommun i provinsen Bergamo i regionen Lombardiet i Italien. Kommunen hade 4 943 invånare (2018).